# لميعة عباس عمارة
لميعة عباس عمارة  (1929 - 18 حزيران/يونيو 2021)؛ شاعرة عراقية تُعدّ من رواد الشعر العربي الحديث، وإحدى أعمدة الشعر المعاصر في العراق. إذ شاركت الشاعرين بدر شاكر السياب ونازك الملائكة ثورة الشعر الحديث، ونشر الشاعر اللبناني إيليا أبو ماضي أولى قصائدها. ولدت في بغداد، وعاشت أغلب أيام غربتها في الولايات المتحدة على أثر هجرتها من العراق في زمن صدام حسين، وتوفيت هناك. أجادت في الشعر العربي الفصيح والشعبي العراقي. حاصلة على وسام الأرز من رتبة فارس تكريمًا من الدولة اللبنانية لمكانتها الأدبية.

## سيرة
ولدت لميعة عباس عمارة في العام 1929 في منطقة الكريمات، وهي منطقة تقع في لب المنطقة القديمة من بغداد، والمحصورة بين جسر الأحرار والسفارة البريطانية على ضفة نهر دجلة في جانب الكرخ. وهي تنتمي لعائلة مندائية عريقة ومشهورة في بغداد، واشتهرت عائلتها بصياغة الذهب، وهي مهنة يتوارثها الصابئة المندائيون، وكان عمها زهرون عمارة أحد أشهر صاغة بغداد آنذاك. جاء لقب عائلتها «عمارة» من مدينة العمارة حيث ولد والدها، وهي ابنة خالة الشاعر العراقي عبد الرزاق عبد الواحد، الذي كتب عنها في مذكراته الكثير لتأثره بها وحبهِ لها.
تخرجت لميعة من الثانوية العامة في مدينتها بغداد ودرست هناك في دار المعلمين العالية، وهي الدار التي تحولت في ما بعد إلى كلية التربية التابعة لجامعة بغداد. حصلت على إجازة دار المعلمين العالية سنة 1950، وعينت مدرسة في دار المعلمات.

## نشاطها الثقافي
كانت لميعة عضوًا في الهيئة الإدارية لاتحاد الأدباء العراقيين في بغداد ما بين الأعوام 1963 و1975، وعضوًا في الهيئة الإدارية للمجمع السرياني في بغداد، ونائبًا لممثل الدائم للعراق في منظمة اليونسكو في باريس ما بين عامي 1973 و1975، ومدير الثقافة والفنون في الجامعة التكنولوجية في بغداد.

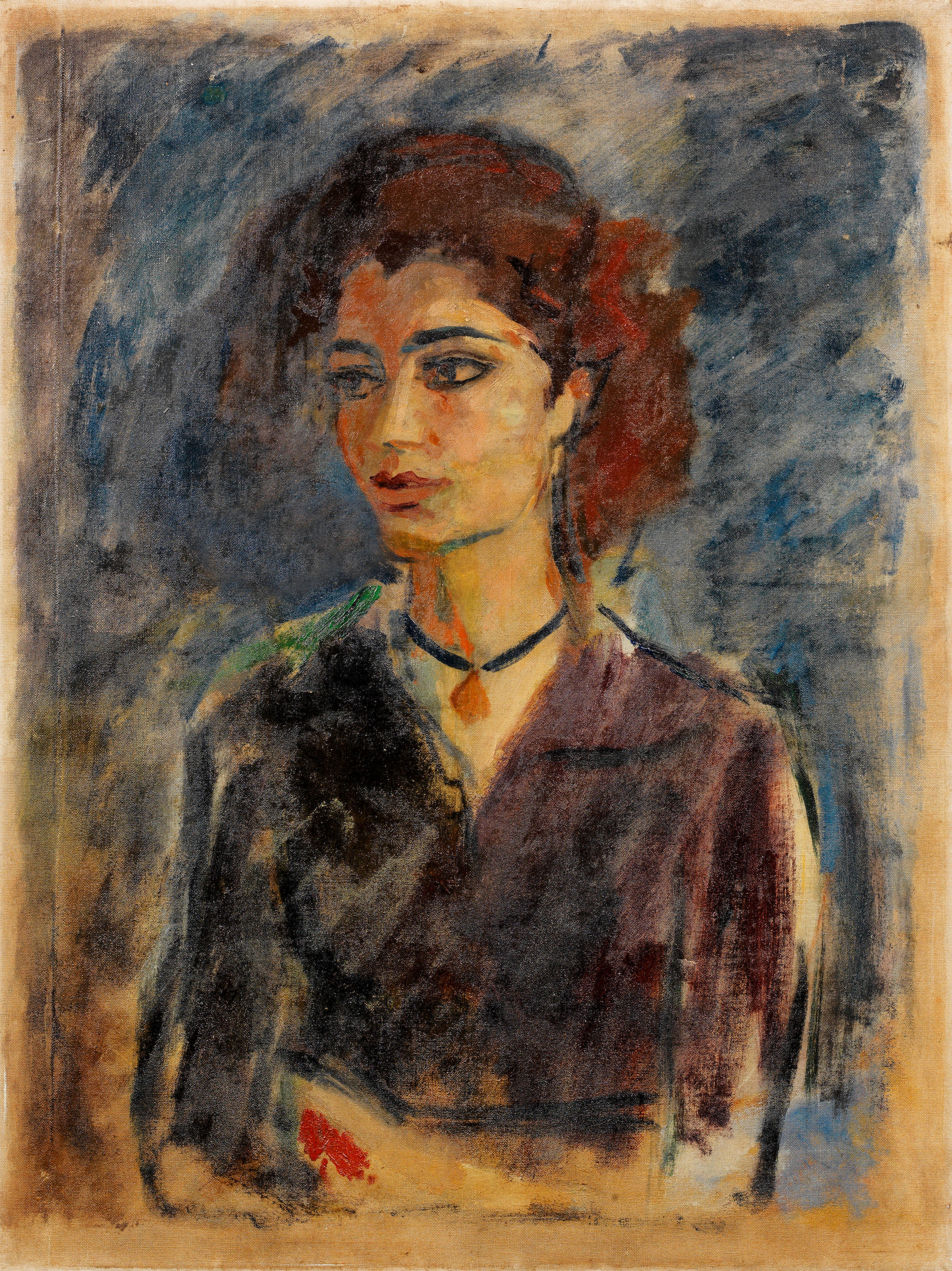
لميعة بريشة جواد سليم عام 1949.

بدأت لميعة كتابة الشعر في وقت مبكر من حياتها منذ أن كانت في الثانية عشرة من العمر، وكانت ترسل قصائدها إلى الشاعر المهجري إيليا أبو ماضي الذي كان صديقًا لوالدها، ونشرت لها «مجلة السمير» أول قصيدة وهي في الرابعة عشر من عمرها وقد عززها إيليا أبو ماضي بنقد وتعليق مع احتلالها الصفحة الأولى من المجلة إذ قال: 
«إن كان في العراق مثل هؤلاء الأطفال، فعلى أية نهضة شعرية مقبل العراق».
كتبت لميعة الشعر الفصيح فأجادت فيه كما كتبت الشعر الشعبي العراقي وأجادته أيضًا، أحبت لغتها العربية وتخصصت بها ومارست تدريسها فتعصبت لها أكثر دون أن تتنكر للهجتها الدارجة فوجدت نفسها في الاثنين معًا. وقد نشرت ديوانها الأول في العام 1960 بعنوان الزاوية الخالية.
كانت ترى في اللغة العربية الفصيحة وسيلتها للتواصل مع محيطها العربي الكبير، وقد وجدت في لهجتها العراقية ما يقربها من جمهورها العراقي الذي استعذب قصائدها، فتحولت بعض منها إلى أغنيات يرددها الناس.

من قصائدها المعروفة قصيدة أنا عراقية، التي كتبت مطلعها حين حاول أحد الشعراء العرب مغازلتها في مهرجان المربد الشعري في ثمانينيات القرن العشرين، حيث قال لها: 
«أتدخنين؟ لا!، أتشربين؟ لا!، أترقصين؟ لا!، ما أنتِ جمع من الـ «لا»، فقالت: أنا عراقية».

### ولادة الشعر الحر
صادف أن اجتمع مع لميعة في سنوات الدراسة في المعهد، عدد من الشعراء، منهم بدر شاكر السياب ونازك الملائكة وعبد الوهاب البياتي وعبد الرزاق عبد الواحد وغيرهم، وكان التنافس الشعري بينهم شديدًا، وتمخض عنه ولادة الشعر الحر.

## أعمالها الشعرية
للشاعرة لميعة العديد من الأعمال الإبداعية في الشعر والكتابة، منها:
- الزاوية الخالية (1960).
- عودة الربيع (1963).
- أغانى عشتار (1969).
- يسمونه الحب (1972).
- لو أنبأني العراف (1980).
- البعد الأخير (1988).
- عراقية.
- أنا بدوي دمي.
- بالعامية.

## تكريمات
كُرّمت لميعة من قبل الدولة اللبنانية بوسام الأرز تقديرًا لمكانتها الأدبية، لكنها لم تستلم الوسام بسبب الأوضاع الأمنية في لبنان خلال الحرب الأهلية اللبنانية التي كانت قائمة آنذاك، وكتبت: 
«على أي صدر أحط الوسام ولبنان جرح بقلبي ينام».
ففي العام 1974 منح رئيس الجمهورية اللبنانية سليمان فرنجية الشاعرةَ، وسام الأَرز من رتبة فارس، تقديرًا لـ"شعرها عن لبنان، وما سعت إِليه من نسج أَواصر المحبة والصداقة بين لبنان والعراق". لكنَّ الشاعرة وقتذاك كانت في باريس. ثم اندلعت الحرب في لبنان، فأَبَت استلامَ الوسام و"لبنان الحب والجمال يئنُّ من جراح ونار"، ولم تستلم الوسام حتى العام 1980.

## وفاتها
توفيت لميعة عباس عمارة في الولايات المتحدة، يوم الجمعة 18 حزيران 2021، عن عمر ناهز 92 عامًا.

ونعى رئيس الجمهورية العراقية برهم صالح الشاعرة عبر حسابه الرسمي على تويتر، كاتبًا:
نودّع الشاعرة الكبيرة لميعة عباس عمارة، في منفاها، ونودّع معها أكثر من خمسة عقود من صناعة الجمال، فالراحلة زرعت ذاكرتنا قصائد وإبداعًا أدبيًّا ومواقف وطنية، حيث شكّلت عمارة علامة فارقة في الثقافة العراقية، في العاميّة والفصحى. نسألُ الله المغفرة لروحها والصبر لأسرتها الكريمة ومحبيها.
وبعد وفاتها، وجّه وزير الثقافة والسياحة والآثار العراقي الدكتور حسن ناظم بطبع الأعمال الشعرية الكاملة للشاعرة "طباعةً فاخرةً تليق باسمها على أن تتولى تلك الطباعة دار الشؤون الثقافية العامة". وأوعز ناظم إلى "دار الشؤون الثقافية العامة بتشكيل فريق عمل يضم أكاديميين وشعراء لجمع قصائد الشاعرة لغرض نشرها في المجموعة الكاملة".